# Искусство ограбления
«Искусство ограбления» (англ. The Burnt Orange Heresy) — криминальный триллер 2019 года режиссёра Джузеппе Капотонди по сценарию Скотта Смита. Экранизация романа Чарльза Уиллефорда.
Фильм был показан в рамках 76-го Венецианского международного кинофестиваля и вышел в прокат 6 марта 2020 года.

## Сюжет
Искусствовед Джеймс Фигерас привлечен богатым арт-дилером к краже картины у художника-затворника Джерома Дебни.

## В ролях
- Клас Банг — Джеймс Фигерас
- Элизабет Дебики — Беренис Холлис
- Мик Джаггер — Джозеф Кэссиди
- Дональд Сазерленд — Джером Дебни
- Розалинда Холстед — Эвелина Макри
- Алессандро Фабрици — Родольфо
- Обада Аднан

## Производство
В феврале 2018 года Элизабет Дебики и Кристофер Уокен были приглашены для съёмок экранизации книги Чарльза Виллефорда «The Burnt Orange Heresy». В апреле 2018 года к фильму присоединился Клас Банг. В начале сентября 2018 года Мик Джаггер получил роль Джозефа Кэссиди, арт-дилера. В конце сентября 2018 года Дональд Сазерленд заменил Уокена.
Основные съёмки фильма начались в конце сентября 2018 года на озере Комо, Италия.

## Выпуск
Мировая премьера фильма состоялась 7 сентября 2019 года на Венецианском международном кинофестивале. Вскоре после этого Sony Pictures Classics приобрела права на распространение фильма. Он был выпущен 6 марта 2020 года. После закрытия кинотеатров неделю спустя из-за пандемии COVID-19 Sony Pictures Classics решила отложить фильм до того момента, когда кинотеатры снова откроются, вместо того, чтобы размещать фильм на цифровых платформах. Он был повторно выпущен в прокат 7 августа 2020 года.

## Критика
По состоянию на август 2021 года на сайте Rotten Tomatoes фильм имеет 66% «свежести» с рейтингом 6,1 из 10 баллов на основе 120 рецензий. На Metacritic у фильма 55 баллов из 100 на основе 18 рецензий.